# Perła (singel Edyty Górniak)
Perła – czwarty, ostatni singel promocyjny Edyty Górniak z płyty Perła, wydany w 2002 roku.

## Lista utworów
1. Perła (4:29)
2. Perła (Absolute Dance Remix) (4:12)
3. The Story So Far (4:27)
4. The Story So Far (Absolute Dance Remix) (4:12)

## "Perła"
- muzyka: T. Ackerman/ A. Watkins/ P.Wilson
- słowa: Edyta Bartosiewicz
- produkcja: ABSOLUTE
- mix: Steven Fitzmaurice
- asystent: Philippe Rose i Agnieszka Szeluk-Suen
- polska wersję wokalną zarejestrował: Tadeusz Mieczkowski
- instrumenty zaaranżowane i nagrane przez ABSOLUTE oprócz:
- gitary: Francis Dunnery
- aranżacja partii smyczkowych: Steven Hussey
- zespół Kool Strings pod batutą: Stevena Husseya
- chórek: Edyta Górniak